# Nizampatnam
Nizampatnam (Telugu: నిజాంపట్నం Nijāmpaṭnam [nidʒaːmˈpʌʈnʌm] auch Petapolly, Pettipolle) ist eine indische Hafenstadt im Distrikt Guntur des Bundesstaates Andhra Pradesh.
Sie befindet sich im Delta des Flusses Krishna. Hier befand sich der erste Handelsposten der Niederländischen Ostindien-Kompanie (VOC) an der Koromandelküste.
Die Stadt liegt nur wenig vom Meer entfernt, was dazu führt, dass das Trinkwasser vielfach durch Meerwasser verunreinigt ist.

## Geschichte
Im Jahre 1608 errichteten die Holländer hier einen Handelsstützpunkt. Schon am  26. August von 1611 folgten britische Händler mit dem Schiff Globe unter Kapitän Antony Hippon. Sie errichteten hier ab 1621 einen festen Stützpunkt, der aber 1657 wieder aufgegeben wurde. Die Holländer verließen die Stadt im Jahr 1688, wenige Jahre später, im Jahr 1697 kamen die Engländer zurück. Ab 1753 gehörte es zu Französisch-Indien, ging aber bereits 1765 wieder in dem Machtbereich der britischen Ostindien-Kompanie über.